# 니시키노 아키라
니시키노 아키라(일본어: 錦野 旦, 1948년 12월 14일~)는 일본의 남성 가수이자, 배우, 방송인이다.
1961년, 가족들과 함께 일본으로 귀화했다.